# Chuck Crate
Chuck Crate, d. i. Charles Brandel alias Charles Crate, (* 1916; † 1992) war ein kanadischer Faschist und Führer der Canadian Union of Fascists.
Er wurde 1916 im nördlichen Ontario geboren und verbrachte auch seine Jugend dort. Im Jahr 1927 zog er in ein Arbeiterviertel der Metropole Toronto. Armut und Arbeitslosigkeit als Folge der Great Depression radikalisierten ihn und er sympathisierte mit der faschistischen Bewegung in Europa. Er knüpfte Kontakte zu ausgewanderten Mitgliedern der British Union of Fascists, diese vermittelten ihm Kontakte zur Canadian Fascist Party mit Hauptsitz in Winnipeg. Nach einer kurzen Zeit der Mitgliedschaft, avancierte er 1933 zum Führer der Partei. Die kanadische Zeitung Globe aus Toronto bezeichnete ihn 1936 als Canada’s No. one Fascist.
In der folgenden Dekade warb die Partei, welche sich nunmehr in Canadian Union of Fascists umbenannt hatte, um die Stimmen von sowohl englisch- als auch französischsprachigen Kanadiern. Dennoch gelang es der Union nicht aus dem Schatten der anderen faschistischen kanadischen Parteien herauszutreten. Sowohl der Ableger der britischen Faschisten, als auch die dominierende faschistische Partei, die Parti national social chrétien von Adrien Arcand, blieben dominierend.
Nachdem Kanada am 10. September 1939 dem Deutschen Reich den Krieg erklärt hat, wurde die Union aufgelöst und ihre Mitglieder 'ermuntert', sich für Friedensverhandlungen mit den Achsenmächten einzusetzen. Crate entging einer Anklage wegen Hochverrats und trat der Royal Canadian Navy bei. In der Zeit seiner Stationierung in Großbritannien, bemühte er sich Kontakte zu britischen Faschisten aufzubauen, was jedoch aufgrund der Arbeit des britischen Inlandsgeheimdienstes misslang. In seiner Dienstzeit in England lernte er seine spätere Frau kennen, mit ihr kehrte er nach dem Krieg nach Kanada zurück und zog zwei Töchter groß.
Crate führte auch in den folgenden Jahren seine rechtsextreme Politik fort, bis zu seinem Tod. Einen letzten Schwerpunkt seiner politischen Tätigkeit war der Einsatz für osteuropäische Immigranten, welche in Kriegsverbrechen der nationalsozialistischen Diktatur in Europa verwickelt waren.